# Наконечный, Михаил Григорьевич
Михаил Григорьевич Наконечный (28 февраля 1921 — 6 мая 1996) — разведчик взвода пешей разведки 520-го стрелкового полка (167-я стрелковая дивизия, 60-я армия, 4-й Украинский фронт), участник Великой Отечественной войны, кавалер ордена Славы трёх степеней.

## Биография
Родился 28 февраля 1921 года в селе Олешин (ныне Хмельницкого района Хмельницкой области Украины) в семье крестьянина. Украинец.
Окончил 10 классов. Работал начальником технической конторы станции Гречаны Хмельницкой области.
В Красной армии с мая 1940 года, повторно призван Проскуровским райвоенкоматом в августе 1944 года. Летом 1944 года красноармеец Наконечный воевал автоматчиком 520-го стрелкового полка 167-й стрелковой дивизии.
25 июля 1944 года в бою у села Глинная красноармеец Наконечный скрытно подобрался к вражеской огневой точке, внезапным огнём из автомата подавил её, уничтожил 2 гитлеровцев, а 1 взял в плен и доставил в штаб.
Приказом по частям 167-й стрелковой дивизии от 10 августа 1944 года (№ 43/ н) красноармеец Наконечный Михаил Григорьевич награждён орденом Славы 3-й степени.
18 сентября 1944 года в бою за важную в тактическом отношении высоту юго-западнее города Санок (Польша) красноармеец Наконечный первым ворвался в траншею противника и в завязавшейся схватке уничтожил 5 гитлеровцев и взял 3 в плен и доставил в штаб полка. При отражении контратаки автоматическим огнём ликвидировал ещё несколько вражеских солдат.
Приказом по войскам 1-й гвардейской армии от 24 октября 1944 года (№ 59/н) красноармеец Наконечный Михаил Григорьевич награждён орденом Славы 2-й степени.
На завершающем этапе войны в боях Моравско-Остравской наступательной операции старший сержант Наконечный воевал разведчиком взвода пешей разведки того же полка.
29 апреля 1945 года при форсировании реки Одер и освобождении города Моравска-Острава (ныне город Острава, Чехия) старший сержант Наконечный с двумя разведчиками проник в тыл врага, установил его передний край и расположение огневых средств. В схватке с группой противника подорвал пулемёт с расчётом. Был ранен, но сам доставил командованию добытые сведения.
30 апреля в бою за населённый пункт Морквартовице (севернее города Острава) подобрался к вражеской огневой точке и забросал её гранатами.
Указом Президиума Верховного Совета СССР от 15 мая 1946 года старший сержант Наконечный Михаил Григорьевич награждён орденом Славы 1-й степени. Стал полным кавалером ордена Славы.
В 1946 году старшина Наконечный был демобилизован.
Вернулся в родное село Олешин. Почти шесть лет работал бригадиром полеводческой бригады в колхозе, затем семь лет — председателем сельского Совета. С 1959 года — заместителем председателя колхоза «Ленинец». Жил в селе Олешин в Хмельницком районе Хмельницкой области Украина.
Скончался 6 мая 1996 года.

## Награды
- Орден Отечественной войны I степени (06.03.1985[3][4])
- орден Славы I степени (27.06.1945)[5]
- орден Славы II степени (23.10.1944)[6]
- орден Славы III степени (27.08.1944)[7]
  - медали, в том числе:
  - «За победу над Германией в Великой Отечественной войне 1941—1945 гг.» (1945)[8]